# 骆驼城遗址
骆驼城遗址，位于中国甘肃省高台县骆驼城镇西滩村，河西走廊中部，是典型的汉唐边郡城池。1996年11月20日公布为第四批全国重点文物保护单位。
骆驼城在汉代属酒泉郡表是县，公元180年，表是县发生大地震，另选县址、重筑新城，新城所在位置是现在的骆驼城遗址。前凉时，表是县升格为建康郡。397年，北凉政权建立，以建康郡为都城，自西域迁徙而来的众多粟特人落籍河西建康郡，活跃在骆驼城一带。建康郡经历前凉、前秦、后凉、北凉、北魏、北周，于隋代撤其建置。695年，唐朝置建康军，属甘州镇（张掖）节制。唐代大历年间遭遇战乱之后，史书几乎再无关于骆驼城的记载。
古城周围规模庞大的古墓群出土了丝绸、壁画砖和纪年简牍文书等文物，特别是墓葬绘画作品具有强烈的地域特色和魏晋历史。骆驼城墓葬壁画砖再现了魏晋时期河西走廊社会生活场景，内容涉及绿洲屯田、西塞牧猎、交通出行、歌舞宴乐、远古神话等。木板画、彩绘木器、彩绘壁画砖，全面展现了当时社会经济文化发展的各个层面，画中所表现的农耕、畜牧、蚕桑、狩猎、军事、屯垦、坞堡、车舆等内容，是研究魏晋时期河西走廊各民族生产生活的重要资料。
清雍正十三年至乾隆二年（1735-1737年）编撰的《重修肃州新志》中记载"骆驼城，在城西南四十里”，"按此即建康故城，骆驼城乃俗名耳”。